# Guillaume Rocheron
Guillaume Rocheron est un superviseur français des effets visuels. 

## Biographie
Il a commencé sa carrière en 2000 à la BUF Compagnie basée à Paris, et après cinq ans, il a été invité à travailler pour la Moving Picture Company. 
Il travaille sur des super-productions américaines. 
Il a remporté l'Oscar des meilleurs effets visuels lors de la 85ème cérémonie des oscars pour le film L'odyssée de Pi de Ang Lee. Il a partagé sa victoire avec Donald R. Elliott, Erik-Jan de Boer et Bill Westenhofer.  
En 2020, il a reçu une deuxième victoire avec l'Oscar des meilleurs effets visuels pour le film 1917 de Sam Mendes, aux côtés de Greg Butler et Dominic Tuohy. 

## Filmographie sélective
- Panic Room (2002)
- Matrix Reloaded (2003)
- Batman Begins (2005)
- Harry Potter et la coupe de feu (2005)
- X-Men : L'Affrontement final (2006)
- 10 000 (2008)
- Le Monde de Narnia : Le Prince Caspian (2008)
- GI Joe Le réveil du Cobra (2009)
- Harry Potter et le Prince de sang mêlé (2009)
- La Nuit au musée 2 (2009)
- Percy Jackson : Le Voleur de foudre (2010)
- Fast and Furious 5 (2011)
- Sucker Punch (2011)
- L'Odyssée de Pi (2012)
- Man of Steel (2013)
- La vie rêvée de Walter Mitty (2013)
- Godzilla (2014)
- Black Storm (2014)
- Batman v Superman : L'Aube de la justice (2016)
- Ghost in the Shell (2017)
- Godzilla 2 : Roi des monstres (2019)
- Ad Astra (2019)
- 1917 (2019)
- Nope (2022)